# Penstemon jonesii
Penstemon jonesii är en grobladsväxtart som beskrevs av Francis Whittier Pennell. Penstemon jonesii ingår i släktet penstemoner, och familjen grobladsväxter. Inga underarter finns listade i Catalogue of Life.